# C'mon C'mon (filme)
C'mon C'mon (bra: Sempre em Frente; prt: C'mon C'mon) é um filme de drama em preto e branco de 2021 escrito e dirigido por Mike Mills. É estrelado por Joaquin Phoenix, Gaby Hoffmann, Scoot McNairy, Molly Webster e Woody Norman. O filme estreou mundialmente na 48.ª edição do Festival de Cinema de Telluride, em 2 de setembro de 2021, e foi lançado em um número limitado de cinemas em 19 de novembro de 2021, distribuído pela A24. C'mon C'mon foi aclamado pelos críticos e recebeu elogios pelas atuações, direção e cinematografia.

## Enredo
Johnny é um radiojornalista que viaja pelo país com seus colegas de trabalho, entrevistando crianças sobre suas vidas e suas opiniões sobre o futuro. Enquanto em Detroit ele liga para sua irmã Viv; eles não se falam desde o ano passado desde a morte da mãe por demência. Viv pergunta a Johnny se ele pode ir para Los Angeles cuidar do seu filho de nove anos, Jesse, já que ela precisa viajar para Oakland para cuidar do seu ex-marido, Paul, que luta contra uma doença mental. Johnny aceita, e ele e Jesse rapidamente criam um vínculo.
Viv passa por dificuldades ao lidar com Paul e precisa ficar mais tempo do que o esperado em Oakland, enquanto Johnny é pressionado pelos seus colegas a voltar para o trabalho. Johnny convence Viv a deixá-lo levar Jesse com ele para Nova Iorque. Jesse importuna Johnny cada vez mais, e Johnny eventualmente se irrita com Jesse, assustando-o; mais tarde, ele pede desculpas por insistência de Viv. Johnny ensina a Jesse como usar seu equipamento de áudio e permite que ele participe de mais entrevistas com crianças. Jesse continua a perguntar a Johnny sobre sua vida pessoal e seu relacionamento com Viv. É revelado que Johnny e Viv brigaram no leito de morte da mãe, pois tinham opiniões diferentes sobre como cuidar dela, e que Johnny esteve em um longo relacionamento com uma mulher chamada Louisa que ele ainda ama.
Jesse sente saudades de casa e anseia por ver a mãe, enquanto Johnny é cada vez mais pressionado a voltar à estrada e retomar o trabalho. Johnny compra para ele uma passagem de avião para Los Angeles, mas no meio do caminho Jesse pede para parar e usar o banheiro, trancando-se dentro e se recusando a sair até Johnny ceder e deixá-lo ficar. Johnny leva Jesse até Nova Orleans enquanto a equipe continua a entrevistar crianças. Jesse começa a perguntar coisas sobre seu pai e o que há de errado com ele, e demonstra ter medo de que ele cresça e tenha os mesmos problemas. Johnny garante a Jesse que isso não irá acontecer, já que Viv o ensinou a lidar com suas emoções de uma forma mais saudável.
Mais tarde, Viv liga e diz que Paul aceitou o tratamento e está muito melhor, e que os médicos o deixaram voltar para casa. Johnny compartilha a boa notícia com Jesse, que de repente foge dentro de um parque com medo. Johnny o alcança e diz para ele que não há problema em dizer que ele não está feliz; juntos, eles gritam de frustração até Jesse começar a rir. Viv viaja para Nova Orleans para buscar Jesse e levá-lo de volta para Los Angeles; Johnny promete manter contato com ambos. Posteriormente, Johnny manda para Jesse uma gravação de voz contando tudo o que aconteceu em sua viagem, como Jesse havia pedido para que ele não esquecesse a experiência.

## Elenco
- Joaquin Phoenix como Johnny
- Gaby Hoffmann como Viv
- Woody Norman como Jesse
- Scoot McNairy como Paul
- Molly Webster como Roxanne[3]
- Jaboukie Young-White como Fernando[4]

## Produção
Em setembro de 2019 foi anunciado que Joaquin Phoenix havia entrado para o elenco de C'mon C'mon, dirigido e escrito por Mike Mills com distribuição da A24. Em outubro de 2019, Gaby Hoffmann juntou-se ao elenco do filme.
As filmagens começaram em novembro de 2019 e terminaram em janeiro do ano seguinte. C'mon C'mon foi gravado principalmente nas cidades de Nova Orleans, Nova Iorque, Los Angeles e Detroit. Em dezembro de 2019 o diretor de fotografia Robbie Ryan revelou que estava na equipe do filme. Em fevereiro de 2020 foi anunciado que Woody Norman havia se juntado ao elenco.
No filme o personagem de Phoenix, Johnny, trabalha como radiojornalista. A co-estrela Molly Webster, que interpreta Roxanne, é uma jornalista de uma rádio pública na vida real e é correspondente sênior do programa Radiolab, da emissora WNYC. Os jovens que apareceram nas cenas de entrevista não eram atores, e as respostas às perguntas feitas por Phoenix e outros personagens foram autênticas.

## Lançamento
C'mon C'mon foi lançado mundialmente no Festival de Cinema de Telluride em 2 de setembro de 2021. O filme também foi exibido nos festivais de cinema de Chicago, Hamptons, Mill Valley, Nova Iorque, Roma, San Diego, entre outros. C'mon C'mon teve um lançamento limitado nos cinemas dos Estados Unidos em 19 de novembro de 2021.

## Recepção

### Bilheteria
No seu final de semana de estreia, o filme arrecadou US$ 134.000 de cinco cinemas; sua média de US$ 26.800 por cinema foi a melhor de um lançamento limitado desde fevereiro de 2020. No segundo final de semana, C'mon C'mon arrecadou US$ 293.800 em 102 cinemas. No terceiro, o filme foi exibido em 565 cinemas e arrecadou US$ 462.022.

### Crítica
No agregador de críticas Rotten Tomatoes, o filme possui uma aprovação de 94% baseada em 204 resenhas, com uma nota média de 8,0/10. O consenso dos críticos do website diz que "a doce química entre Joaquin Phoenix e Woody Norman é complementada pelo trabalho empático do diretor e roteirista Mike Mills, que ajuda C'mon C'mon a transcender suas armadilhas familiares." No Metacritic, o filme possui uma média ponderada de 82/100, baseada em 43 críticas e indicando "aclamação universal".

### Prêmios e indicações
| Prêmio                                        | Data da cerimônia      | Categoria                            | Recipiente                                           | Resultado | Ref.   |
| --------------------------------------------- | ---------------------- | ------------------------------------ | ---------------------------------------------------- | --------- | ------ |
| Camerimage                                    | 20 de novembro de 2021 | Prêmio principal                     | Robbie Ryan                                          | Venceu    | [ 33 ] |
| Gotham Awards                                 | 29 de novembro de 2021 | Melhor Ator ou Atriz Principal       | Joaquin Phoenix                                      | Indicado  | [ 34 ] |
| Gotham Awards                                 | 29 de novembro de 2021 | Melhor Ator ou Atriz Coadjuvante     | Gaby Hoffmann                                        | Indicado  | [ 34 ] |
| Sociedade de Críticos de Cinema de Detroit    | 6 de dezembro de 2021  | Revelação                            | Woody Norman                                         | Venceu    | [ 35 ] |
| Washington D.C. Area Film Critics Association | 6 de dezembro de 2021  | Revelação                            | Woody Norman                                         | Venceu    | [ 36 ] |
| Washington D.C. Area Film Critics Association | 6 de dezembro de 2021  | Melhor Roteiro Original              | Mike Mills                                           | Indicado  | [ 36 ] |
| National Board of Review                      | 3 de dezembro de 2021  | Top 10 Filmes independentes          | C'mon C'mon                                          | Venceu    | [ 37 ] |
| San Francisco Bay Area Film Critics Circle    | 10 de janeiro de 2022  | Melhor Roteiro Original              | Mike Mills                                           | Venceu    | [ 38 ] |
| Austin Film Critics Association               | 11 de janeiro de 2022  | Melhor Roteiro Original              | Mike Mills                                           | Indicado  | [ 39 ] |
| London Film Critics Circle                    | 6 de fevereiro de 2022 | Revelação Britânica/Irlandesa do Ano | Woody Norman                                         | Venceu    | [ 40 ] |
| Independent Spirit Awards                     | 6 de março de 2022     | Melhor Filme                         | Chelsea Barnard, Lila Yacoub e Andrea Longacre-White | Indicado  | [ 41 ] |
| Independent Spirit Awards                     | 6 de março de 2022     | Melhor Diretor                       | Mike Mills                                           | Indicado  | [ 41 ] |
| Independent Spirit Awards                     | 6 de março de 2022     | Melhor Roteiro                       | Mike Mills                                           | Indicado  | [ 41 ] |
| British Academy Film Awards                   | 13 de março de 2022    | Melhor Ator Coadjuvante              | Woody Norman                                         | Indicado  | [ 42 ] |
| Prêmios Satellite                             | 2 de abril de 2022     | Melhor Ator em Cinema (drama)        | Joaquin Phoenix                                      | Indicado  | [ 43 ] |
| Prêmios Satellite                             | 2 de abril de 2022     | Melhor Roteiro Original              | Mike Mills                                           | Indicado  | [ 43 ] |
| Prêmios Satellite                             | 2 de abril de 2022     | Melhor Fotografia                    | Robbie Ryan                                          | Indicado  | [ 43 ] |